# Стрмиця (Книн)
Стрмиця (хорв. Strmica) — населений пункт у Хорватії, в Шибеницько-Книнській жупанії у складі міста Книн.

## Населення
Населення за даними перепису 2011 року становило 261 осіб.
Динаміка чисельності населення поселення:

## Клімат
Середня річна температура становить 9,25 °C, середня максимальна – 22,89 °C, а середня мінімальна – -6,38 °C. Середня річна кількість опадів – 1088 мм.
| Клімат поселення                              | Клімат поселення | Клімат поселення | Клімат поселення | Клімат поселення | Клімат поселення | Клімат поселення | Клімат поселення | Клімат поселення | Клімат поселення | Клімат поселення | Клімат поселення | Клімат поселення | Клімат поселення |
| Показник                                      | Січ.             | Лют.             | Бер.             | Квіт.            | Трав.            | Черв.            | Лип.             | Серп.            | Вер.             | Жовт.            | Лист.            | Груд.            |                  |
| Середній максимум, °C                         | 7,39             | 8,18             | 11,25            | 14,95            | 19,48            | 22,84            | 22,89            | 22,61            | 19,00            | 14,88            | 9,81             | 6,62             |                  |
| Середня температура, °C                       | 0,50             | 1,30             | 4,38             | 8,08             | 12,60            | 15,98            | 18,26            | 18,01            | 14,40            | 10,27            | 5,20             | 2,03             |                  |
| Середній мінімум, °C                          | −6,38            | −5,57            | −2,48            | 1,21             | 5,72             | 9,10             | 13,66            | 13,40            | 9,80             | 5,65             | 0,59             | −2,59            |                  |
| Норма опадів, мм                              | 80               | 79               | 84               | 94               | 82               | 85               | 61               | 72               | 99               | 111              | 132              | 109              |                  |
| Середньомісячна швидкість вітру, м/с          | 1.82             | 2.04             | 2.28             | 2.28             | 2.06             | 1.80             | 1.77             | 1.66             | 1.74             | 1.84             | 2.00             | 2.04             |                  |
| Середньомісячна сонячна радіація, кДж/м²·день | 5055             | 7698             | 11360            | 15771            | 19605            | 21967            | 23870            | 20602            | 15450            | 10082            | 5534             | 4306             |                  |
| --------------------------------------------- | ---------------- | ---------------- | ---------------- | ---------------- | ---------------- | ---------------- | ---------------- | ---------------- | ---------------- | ---------------- | ---------------- | ---------------- | ---------------- |
| Джерело:                                      |                  |                  |                  |                  |                  |                  |                  |                  |                  |                  |                  |                  |                  |